# 约翰·M·巴里
约翰·M·巴里（英語：John M. Barry，1947年—）是一位美国作家和历史学家，现为杜蘭大學教授，主要作品有《大浪涌起：1927年密西西比河大洪水怎样改变了美国》（Rising Tide: The Great Mississippi Flood of 1927 and How It Changed America）、《大流感：最致命瘟疫的史诗》（The Great Influenza: The Story of the Deadliest Pandemic in History）等。

## 生平
约翰·M·巴里出生于罗德岛州普罗维登斯，1968年在布朗大学获得本科学位，1969年在羅徹斯特大學获得硕士学位。